# Арад
Вижте пояснителната страница за други значения на Арад.
Арад (на румънски: Arad) е град и административен център на окръг Арад, Банат, Западна Румъния.

## География
Град Арад е разположен на десния бряг на река Муреш (на унгарски: Maros, немски: Mieresch).

## Население
Средногодишния естествен прираст на населението е -1,4 %. 14,6 % от населението е на под 15-годишна възраст, а 4,5 % са на над 75 години.

## История
Арад е споменат за първи път документално през 11 век. След първото монголско нашествие в Унгария през 1241 г., през втората половина на 13 век жителите на Арад издигат каменни укрепления около града. Османската империя завладява региона през 1551 г. и го държи до 1699 г. Тогава властта преминава в ръцете на Австрия, а после към Кралство Унгария. С построяването на нова крепост (между 1763 и 1783 г.), Арад става гарнизонен град и заедно с Тимишоара е важен военен пункт в югоизточната част на Унгария. Градът изиграва важна роля в борбата за независимост на Унгария през 1849 г. До юли 1849 г. Арад е защитаван от австрийския генерал Бергер, след което е превзет от унгарските въстаници и става техен основен опорен пункт. Оттук известният унгарски герой Лайош Кошут обявява на 11 август 1849 г. своята прокламация, с която предава военното и гражданско управление на града на Артур Гьоргей.
С мирния договор от Трианон от 1920 г. градът е предаден на Румъния. Заедно с днешното румънско население, в града има значително унгарско малцинство, както и други етнически групи (немци, българи).

## Религии
Градът е седалище на източноправославна епархия. Унгарското и българското малцинства са с католическо вероизповедание.

## Стопанство
Арад преживява бързо икономическо развитие. Още през 1834 е обявен от кайзер Франц I за „кралски свободен град“. През 1910 г. той е най-големият град в региона със своите 61 000 жители. През 2001 г. в града е открита първата електростанция, която свързва Румъния с европейската енергоразпределителна мрежа.

### Образование
В Арад има множество гимназии, източноправославна семинария и музикална консерватория.

### Архитектура
Арад е интересен, модерен град с активен културен живот. През центъра на града минава атрактивен, широк булевард от XIX век, обграден от представителни търговски и жилищни сгради, театър, православна и католическа катедрали, концертен дом и кметство (в неоренесансов стил).

## Международни контакти

### Побратимени градове
- Атлит, Израел
- Фушун, Китай
- Гюла, Унгария
- Ходмезьовашархей, Унгария
- Гиватаим, Израел
- Печ, Унгария

### Партньорски градове
- Къклис (Kirklees), Великобритания
- Дитцинген, Германия
- Вюрцбург, Германия
- Тренчин, Словакия
- Татабаня, Унгария
- Зренянин, Сърбия